# Johannes van Houten

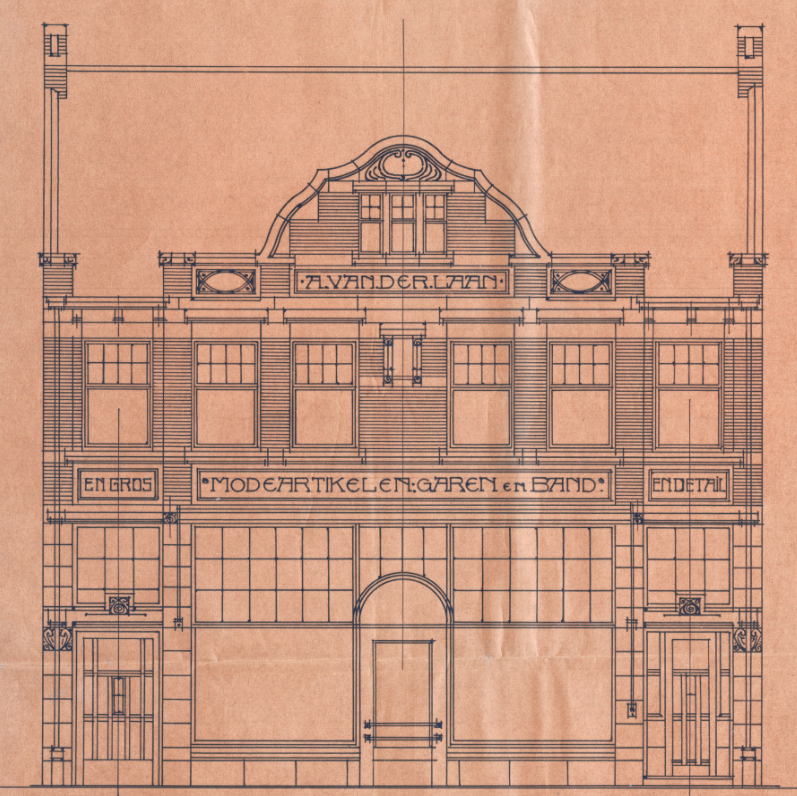
Niet gerealiseerd ontwerp voor een winkelhuis met bovenwoning en magazijn aan de Nieuwe Huizen 2 in Assen. Het ontwerp is in 1906 door van Houten gemaakt in opdracht van Andries van der Laan.

Johannes van Houten (Leek, 6 maart 1839 – Assen, 27 april 1913) was een Nederlandse architect.

## Leven en werk
Van Houten werd geboren in Leek als zoon van timmerman Eelke van Houten en zijn vrouw Eifina Alberdina Meidama Koopman. Hij werd net als zijn vader timmerman. Hij trouwde in 1865 in Zuidlaren met Jantje Meijering (1837-1907). Het echtpaar verhuisde in 1867 naar Assen, waar Van Houten waarschijnlijk meer kansen zag voor een timmerman dan in Leek en Nietap.
Op 18 december 1869 adverteerde hij samen met zijn collega Geert Stel als meester-timmerman en meester-metselaar. Ze boden hun diensten aan voor het maken van bouwkundige plannen. In de daaropvolgende jaren groeiden ze uit tot de meest gevraagde architecten in Assen. Van Houten presenteerde zich vanaf 30 november 1877 ook zelfstandig als architect die 'bestekken en plans' maakte, onder meer voor het 'vertimmeren van oude gebouwen'.
Zijn eerste bekende werk als architect was het mede-ontwerp van een 'bierhalle' aan de Brinkstraat in 1875. In 1882 ontwierp hij in zijn eentje het nieuwe 'koffiehuis' van J. Tijs, het latere zalencentrum Bellevue. De krant, de Provinciale Drentsche en Asser Courant, sprak destijds lovend over zijn werk en smaak.
Er staan nog ongeveer veertig panden in Assen die aan Johannes van Houten worden toegeschreven, waarvan bijna de helft een monumentenstatus heeft.

## Sociaal engagement
Van Houten was een sociaal bewogen man en was vele jaren actief in de in 1871 opgerichte Asser Werklieden Vereeniging. Deze organisatie was gericht op geschoolde arbeiders en zelfstandigen en paste in de liberale samenleving van die tijd. Van Houten was secretaris van de winkelcommissie van de vereniging, die een eigen bakkerij en winkel had. Toen de vereniging dit niet meer kon onderhouden, nam van Houten de zaak over. Het gebouw aan de Rolderstraat met een grote vergaderzaal, werd later in de volksmond Zaal Van Houten genoemd. In de jaren '80 van de 19e eeuw nam dit zoveel van zijn tijd in beslag, dat de schrijver Jan Fabricius hem in zijn Jeugdherinneringen van een Asser jongen steevast de 'kruidenier van Houten' noemde. 
In 1876 was hij, samen met onder anderen Geert Stel, betrokken bij de oprichting van de Coöperatieve Bouwvereeniging Eigen Haard. Het doel van deze vereniging was om leden tegen een redelijke huurprijs een 'nette werkmanswoning' te laten betrekken, die uiteindelijk in hun bezit zou komen.

## Familie
Zijn oudste zoon Willem nam de zaal over. Twee andere zonen, Eelke en Johannes jr., traden in zijn voetsporen als bouwkundigen. Zoon Eelke van Houten (1872-1970) maakte carrière in Amsterdam als hoofdinspecteur bij het Gemeentelijk Bouw- en Woningtoezicht. Hij verwierf later bekendheid door zijn werk in de jaren 30, waarbij hij geveltoppen van gesloopte huizen hergebruikte. Een van zijn kleinzonen, Jan Hendrik van Houten (1898-1978), werd eveneens een belangrijke architect in Assen.
Johannes van Houten overleed op 27 april 1913 op 74-jarige leeftijd.

## Enkele werken
| Jaartal | Locatie                       | Omschrijving                                           | Status                              | Afbeelding |
| ------- | ----------------------------- | ------------------------------------------------------ | ----------------------------------- | ---------- |
| 1875    | Assen, Brinkstraat 71         | Bierhalle voor P. en S. Rensdorp                       | Onherkenbaar verbouwd               |            |
| 1882    | Assen, Dr. Nassaulaan 30      | Koffiehuis voor J. Tijs                                | Gesloopt                            |            |
| 1883    | Assen, Vaart N.Z. 116         | Boerderij voor C. Albarda                              | Rijksmonument                       |            |
| 1885    | Assen, Vaart N.Z. 76          | Woonhuis gebouwd voor H. Westra                        | Rijksmonument                       |            |
| 1886    | Assen, Oude Hoofdvaartsweg 43 | Woonhuis gebouwd voor D. Schrage                       | Gemeentelijk monument               |            |
| 1886    | Assen, Gedempte Singel 25     | Woonhuis gebouwd voor L. Nathans                       |                                     |            |
| 1887    | Assen, Beilerstraat 13        | Woonhuis gebouwd voor H.W. Sanders                     | Gemeentelijk monument               |            |
| 1888    | Assen, Gedempte Singel 2      | Woon- en winkelhuis voor A. van der Laan               | Rijksmonument                       |            |
| 1891    | Assen, Gedempte Singel 34-36  | Winkelpand met bovenwoningen voor de gebr. Kan         |                                     |            |
| 1892    | Assen, Marktstraat 5          | Verbouwing Hotel Somer voor E.H. Panman                | Onherkenbaar verbouwd               |            |
| 1893    | Assen, Vaart Z.Z. 149         | Bierhalle en winkelhuis voor Th. Lautenbach            | Gemeentelijk monument               |            |
| 1894    | Assen, Vaart NZ 60-62         | Verbouw woonhuis voor de wed. Hartholt                 | Gemeentelijk monument               |            |
| 1894    | Assen, Stationsstraat 7       | Woonhuis voor C. Hauser                                | Gemeentelijk monument               |            |
| 1894    | Assen, Rolderstraat 20        | Woonhuis met bierhalle voor H.W. Göbel                 |                                     |            |
| 1895    | Assen, Beilerstraat 29        | Woonhuis gebouwd voor J. Tijs Lzn.                     | Gemeentelijk monument               |            |
| 1896    | Assen, Stationsstraat 29      | Eigen woonhuis van J. van Houten                       | Gemeentelijk monument               |            |
| 1896    | Assen, Oostersingel 3a        | Kantoor gebouwd voor H.J. Carsten                      | Onderdeel van gemeentelijk monument |            |
| 1897    | Assen, Groningerstraat 6      | Winkelpand gebouwd voor G.B. Postema                   |                                     |            |
| 1897    | Assen, Stationsstraat 27      | Woonhuis gebouwd voor B. Deen (toegeschreven)          | Gemeentelijk monument               |            |
| 1898    | Assen, Oudestraat 30          | Verbouwing (toevoegen verdieping) voor M. van der Laan | In verval                           |            |
| 1902    | Assen, Beilerstraat 55        | Woonhuis gebouwd voor J.C. Brauns                      |                                     |            |
| 1904    | Assen Vaart Z.Z. 19           | Herenhuis gebouwd voor firma G.J. de Waard             | Rijksmonument                       |            |
| 1905    | Assen, Groningerstraat 3-7    | Drie winkelpanden gebouwd voor G.B. Postema            |                                     |            |
| 1906    | Assen, Witterstraat 3         | Woonhuis gebouwd voor de wed. J. Suurmeijer            | Gemeentelijk monument               |            |
| 1908    | Assen, Oudestraat 2           | Warenhuis gebouwd voor G.B. Postema                    | Gemeentelijk monument               |            |
| 1909    | Assen, Prins Hendrikstraat 3  | Tuinmanswoning voor A.G. van Holthe tot Echten         | Gemeentelijk monument               |            |
| 1909    | Assen, Wilhelminastraat 25    | Herenhuis gebouwd voor J.A. Frijda                     | Gemeentelijk monument               |            |
| 1912    | Assen, Wilhelminastraat 27-29 | Dubbel herenhuis gebouwd voor H. Hooghoudt             | Gemeentelijk monument               |            |